# Saint-Pierre-sur-Vence
Saint-Pierre-sur-Vence är en kommun i departementet Ardennes i regionen Grand Est (tidigare regionen Champagne-Ardenne) i nordöstra Frankrike. Kommunen ligger  i kantonen Flize som ligger i arrondissementet Charleville-Mézières. År 2022 hade Saint-Pierre-sur-Vence 148 invånare.

## Befolkningsutveckling
Antalet invånare i kommunen Saint-Pierre-sur-Vence
Referens: INSEE